# The Heart of Maryland
The Heart of Maryland er en amerikansk stumfilm fra 1915 af Herbert Brenon.

## Medvirkende
- Mrs. Leslie Carter som Maryland Calvert.
- William E. Shay som Alan Kendrick.
- J. Farrell MacDonald som Thorpe.
- Matt Snyder som Hugh Kendrick.
- Raymond Russell som Floyd Calvert.